# Helplessly hoping
Helplessly hoping is een lied van Crosby, Stills & Nash dat werd geschreven door Stephen Stills. Ze brachten het in 1969 uit op hun debuutalbum Crosby, Stills & Nash. De eerste opname vond plaats in december 1968 in New York. Ze werden daarbij ondersteund door Paul Rothchild.

## Tekst en muziek
Bij het schrijven was Stills sterk geïnspireerd tot het gebruik van alliteratie. Dit is in een groot aantal zinnen te horen. Enkele voorbeelden zijn:
Helplessly hoping her harlequin hovers nearby
Wordlessly watching he waits by the window and wonders at the empty place inside
Zoals uit de schikking van telwoorden – soms fonetisch – in het refrein blijkt, bleef zijn tekstdichtkunst niet beperkt tot alliteratie. Bij de telwoorden one, two en three worden de zinnen evenredig gezongen door een, twee en drie zangers.
They are one person
They are two alone
They are three together
They are for eachother
In de close harmony wordt geen gebruik gemaakt van een leadstem. Graham Nash zingt de hoogste stem. Verdere begeleiding komt in dit folklied van een akoestische gitaar. Voor zowel Stills als de andere bandleden is dit een van de favoriete nummers gebleven. Ook in de jaren erna zijn ze het tijdens optredens blijven zingen.

## Uitvoeringen en covers
Nadat het in 1969 op hun debuutalbum Crosby, Stills & Nash was verschenen, kwam het daarna nog verschillende malen terug op verzamelalbums, zoals Carry on (1991) en CSN 2012. Stills bracht het nummer verder ook nog uit op zijn archiefalbum Just roll tape (opgenomen in 1968, uitgebracht in 2007).
Verder verschenen covers van diverse artiesten. Op een muziekalbum kwamen bijvoorbeeld versies uit van de Canadese gospelrockband Ocean (Give tomorrow's children one more chance, 1972), de Amerikaanse folkzanger Richie Havens (Live from the Cellar Door, 1990), de Australische rockband TaxiRide (A walk on the moon; filmmuziek, 1999) en de Amerikaanse band Steel Train (1969, 2003).